# كأس أمم أوقيانوسيا للسيدات
كأس أمم أوقيانوسيا للسيدات (كانت تُعرف سابقاً باسم بطولة أوقيانوسيا للسيدات) هي بطولة كرة قدم نسائية خاصة بمنتخبات السيدات الأعضاء في اتحاد أوقيانوسيا لكرة القدم. أُقيمت أول نسخة عام 1983 في كاليدونيا الجديدة وفاز بها نيوزيلندا والذي يُعتبر صاحب الرقم القياسي في الفوز بالبطولة برصيد 6 ألقاب.
بطل نسخة 2022 هو بابوا غينيا الجديدة بعد فوزهنّ في النهائي على فيجي بنتيجة 2-1 محققات ذلك الإنجاز للمرة الأولى في تاريخهن.